# Alcohol (medicina)
Los alcoholes, en varias formas, se usan en medicina como antisépticos, desinfectantes, y antídotos. Aplicado a la piel se usa para desinfectarla antes de una inyección y antes de una cirugía. Se puede utilizar para desinfectar la piel del paciente y las manos de los profesionales de la salud. También se lo puede usar para limpiar otras áreas. Se usa en enjuagues bucales. Administrado en forma oral o inyectado en una vena se lo usa para tratar el envenenamiento por metanol o etilenglicol cuando no se dispone de fomepizole. Aparte de lo indicado, el alcohol tiene otros usos médicos de amplia aceptación, y el índice terapéutico de etanol es de sólo 10:1.
Los efectos colaterales incluyen la irritación de la piel. Se deben tomar precauciones con la electrocauterización, dado que el etanol es inflamable. Los tipos de alcohol utilizados incluyen etanol, etanol desnaturalizado, 1-propanol, y alcohol isopropílico. Es eficaz contra una gama de microorganismos si bien no inactiva las esporas. Trabaja mejor en concentraciones de 60 a 90%. Es bueno destacar que el etanol puro es muy proclive a ser ingerido (ya que es el componente de las bebidas alcohólicas) por lo que se prefiere emplear el etanol desnaturalizado y el alcohol isopropílico los cuales son peligrosos si se ingieren y así se evita dicha acción.  
El alcohol ha sido utilizado como antiséptico al menos desde 1363, y la evidencia que daba respaldo a su uso se remonta a fines del siglo XIX. Está incluido en la lista de medicamentos esenciales de la Organización Mundial de la Salud, los medicamentos más efectivos y seguros de un sistema de asistencia sanitaria. Su costo mayorista en los países en vías de desarrollo es de aproximadamente US$1.80–9.50 por litro de etanol desnaturalizadoal 70%. En el Reino Unido su costo para el Servicio Nacional de Salud es de aproximadamente 3.90 GBP por litro de alcohol desnaturalizado al 99%. Se dispone de formulaciones comerciales de gel para manos basado en el alcohol, o con otros agentes tales como la chlorhexidina.

## Mecanismo
El etanol, cuando se utiliza contra envenenamientos, compite con otros alcoholes por la enzima alcohol deshidrogenasa, lo que reduce el metabolismo de los tóxicos que produce aldehídos y ácidos carboxílicos derivados, así como el más grave efecto tóxico de los glicoles de cristalización en los riñones.

## Historia
El alcohol ha sido utilizado como antiséptico al menos desde 1363, y la evidencia que daba respaldo a su uso se remonta a fines del siglo XIX. Desde la antigüedad, antes del desarrollo de agentes modernos, el alcohol fue utilizado como un anestésico general.